# 유라시아판
유라시아판(Eurasian Plate)은 동시베리아, 인도 아대륙, 아라비아 반도의 3지역을 제외한 유라시아 대륙의 지각 및 맨틀 위쪽의 암권을 형성하는 대륙판이다. 지구상의 판 중에서 3번째로 넓다.

## 주변 판과의 관계
대서양 중앙 해령에서부터 북극해, 베르호얀스크산맥, 타타르 해협, 동중국해 동부에 길게 형성되어, 아무르판, 오호츠크판과 접해 있다. 또, 사가미 트로프(相模トラフ)에서 난카이 트로프(南海トラフ), 류큐 해구(りゅうきゅうかいこう), 필리핀 해구에 걸친 해역에서는 필리핀판이 유라시아판의 밑으로 가라앉고 있다.
뉴기니섬 서쪽 앞바다에서부터 순다 해구에 걸쳐 오스트레일리아판이 가라앉고 있고, 아라칸산맥과 파트카이산맥에서는 같은 판과 충돌하고 있다. 히말라야산맥에서는 인도판과 충돌하여 높은 산맥을 형성하고 있다. 자그로스산맥 남단에서부터 시리아 북부, 키프로스섬 부근에서 아라비아판과, 키프로스 섬에서부터 지브롤터 해협, 아소르스 제도 부근에서 아프리카판과 각각 충돌하고 있고, 아소르스 제도 부근에서는 아조레스-지브롤터 변환 단층을 만들고 있다.

## 같이 보기
- 아무르판
- 판